# Bernard Zehrfuss

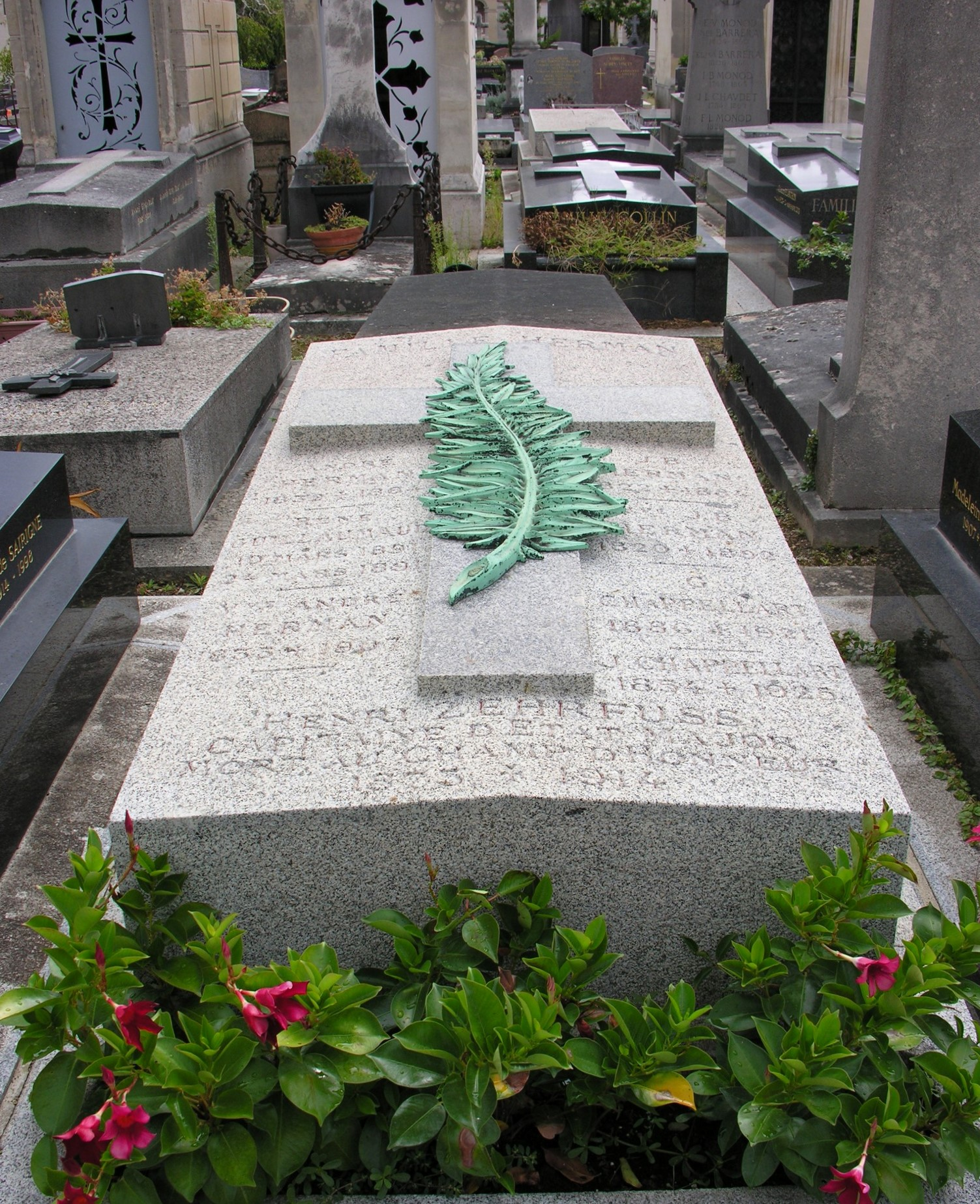
Sépulture de Bernard Zehrfuss au Cimetière ancien de Neuilly-sur-Seine (division 8).

Bernard Louis Zehrfuss, né le 20 octobre 1911 à Angers et mort le 3 juillet 1996 à Neuilly-sur-Seine, est un architecte français.

## Biographie
Issu d'une famille réfugiée d'Alsace en 1870 lors de la Guerre franco-prussienne, son père est tué en 1914 lors de la bataille de la Marne. Il entre à l'École nationale supérieure des beaux-arts dès l'âge de 18 ans dans l'atelier d'Emmanuel Pontremoli et obtient le Premier grand prix de Rome en 1939 pour un projet de Palais de l’empire colonial français.
La Seconde Guerre mondiale l'empêche d'effectuer son séjour à la villa Médicis. Après un court séjour à Nice, il devient assistant dans l'atelier que l’architecte-urbaniste Eugène Beaudouin a installé à Marseille.

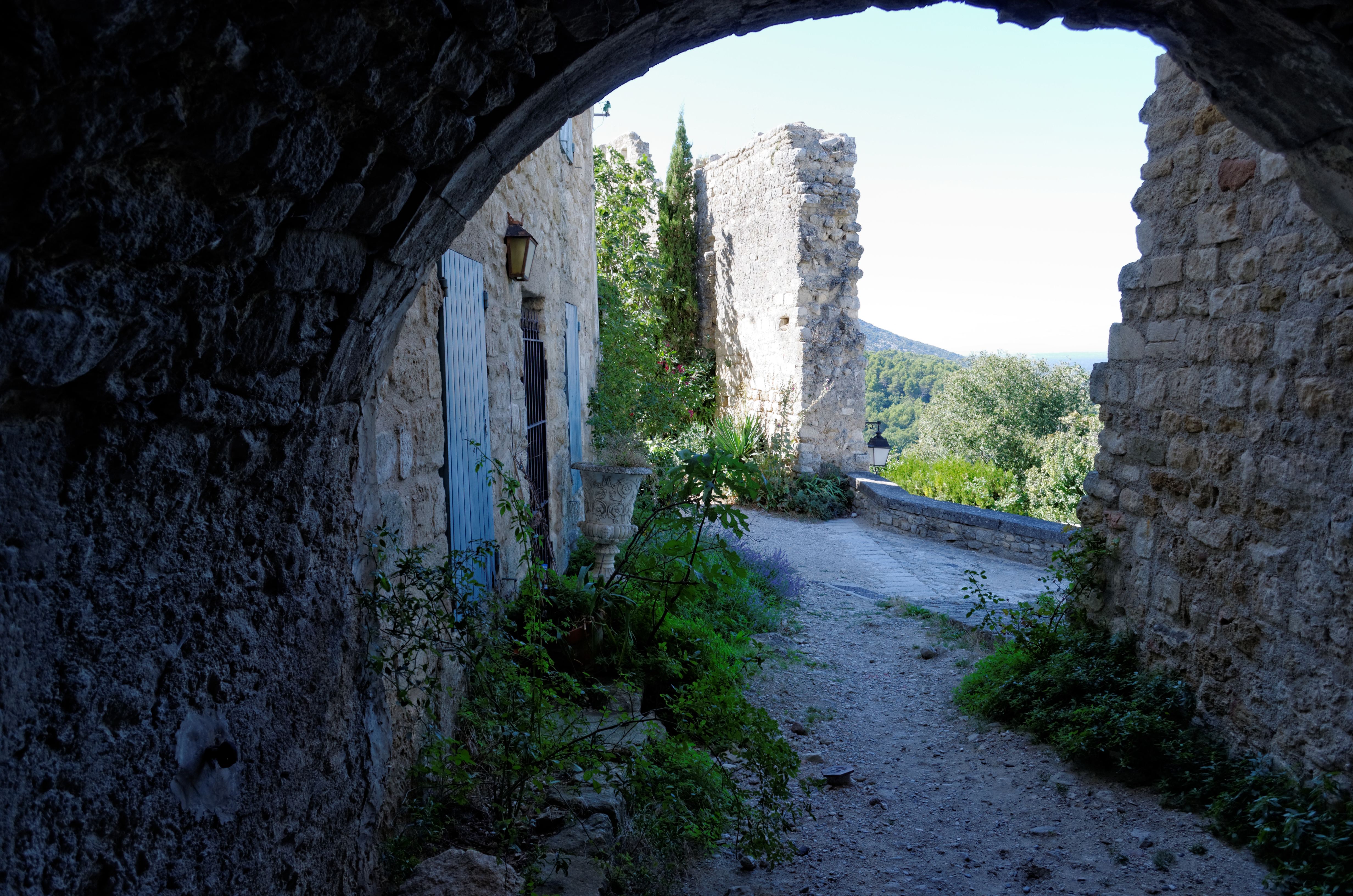
Oppède le Vieux.

Après l'armistice de 1940, des artistes juifs, antifascistes ou réfractaires subversifs viennent se réfugier au vieil Oppède. Il s'agit d'un petit groupe d'étudiants en architecture et en peinture des Beaux-Arts, installé dans le moulin à huile et le prieuré semi-ruinés, dans la partie haute et presque inhabitée du vieux village d’Oppède, appartenant au photographe Alexey Brodovitch, et animé par Bernard Zehrfuss qui jouit de l'aura de son premier grand prix de Rome. Il organise un réseau de résistance tout en continuant à faire des projets concrets d'architecture. Le groupe d'artistes publie en août le « Manifeste du Groupe d’Oppède » et s’engage dans la réhabilitation de plusieurs bâtiments en ruine du vieil Oppède dont le prieuré et alentour comme à Bonnieux ou plus loin encore avec leurs confrères installés à Marseille et menés par Eugène Beaudouin,. Les architectes Zehrfuss, Jean Auproux, Georges Brodovitch et Florent Margaritis seront surnommés « les quatre barons d’Oppède ».
À partir de 1941, la communauté artistique d’Oppède s’agrandit jusqu’à réunir plus d’une quarantaine de membres en 1942, toujours sous la tutelle de Zehrfuss. Tous les corps de métiers sont représentés : architectes, peintres, musiciens, horticulteur, sculpteurs, facteur d’orgue, graveur, fresquiste... à travers notamment Jean Le Couteur, Paul Herbé, Henri Martin, Henri-Martin Granel, Jean-Claude Janet, Robert Humblot, Jacques Serres, Jean Auproux, François Stahly, Étienne-Martin, Zelman Otchakovsky ou Pierre Maillard-Verger. C'est là que Zehrfuss fait la rencontre notamment de Consuelo de Saint-Exupéry.
Il obtient un laissez-passer pour l'Espagne puis s'engage dans les Forces françaises libres.
Arrivé à Alger, il est envoyé à Tunis et devient directeur du service d'architecture de la direction des travaux publics du protectorat de 1943 à 1948. Il exerce par ailleurs à Alger où il construit des logements collectifs, jusqu'en 1953.
Architecte des bâtiments civils et des palais nationaux en 1956, il est inspecteur général de 1965 à 1968. Il réalise un certain nombre de programmes prestigieux tels que le Palais de l'Unesco ou le Cnit, il construit également le musée Gallo Romain sur les pentes de Fourvière à Lyon. Cependant, ses deux projets d'aménagement du nouveau secteur de la Défense en 1958 et 1960 sont abandonnés en 1971. Il a également construit de nombreux bâtiments d'habitat social, notamment du Haut-du-Lièvre qui surplombent Nancy.
En 1983, il est élu membre de l'Académie des beaux-arts, dont il devient le secrétaire perpétuel en 1994, succédant à Marcel Landowski.
Il est le père de Dominique Zehrfuss, écrivain et illustratrice pour enfants, épouse de Patrick Modiano, dont postérité.

Plaque du bâtiment de l'UNESCO construit par l'architecte Bernard Zehrfuss et inauguré en présence de Georges Pompidou, 1970.

## Principales réalisations
- 1939 : stade Charlety à Paris (reconstruit en 1994 par Henri et Bruno Gaudin),
- 1950-1953 : imprimerie Mame à Tours en collaboration avec Jean Prouvé[13],
- 1950-1958 : usine Renault de Flins et la « cité Zehrfuss » aux alentours,
- 1952-1958 : maison de l'Unesco à Paris en association avec Marcel Breuer et Pier Luigi Nervi, puis son extension (1965-1978),
- 1954-1958 : le CNIT à la Défense en association avec Robert Camelot et Jean de Mailly (toutefois, c'est Nicolas Esquillan qui conçut la structure),
- 1954 - 1955 : villa pour Habib Bourguiba à Tunis [14]
- 1959-1963 : quartier du Haut-du-Lièvre qui surplombe Nancy,
- 1960 : grand ensemble de Clichy-sous-Bois-Montfermeil,
- 1960-1963 : faculté des sciences de l'université de Tunis,
- 1962-1967 : immeubles d'habitation (5 tours de 15 étages - 370 logements) 120-126 avenue Jean-Jaurès à Pantin[15],
- 1962-1970 : ambassade de France à Varsovie en collaboration avec Henry Bernard et Guillaume Gillet (entièrement réhabilitée par Jean-Philippe Pargade en 2004[16]),
- 1967 : Garonor à Aulnay-sous-Bois,
- 1968 : siège de l'entreprise Sandoz-France à Rueil-Malmaison,
- 1969 : Résidence Super-Montparnasse au no 15 rue Georges-Pitard dans le 15e arrondissement de Paris[17] ;

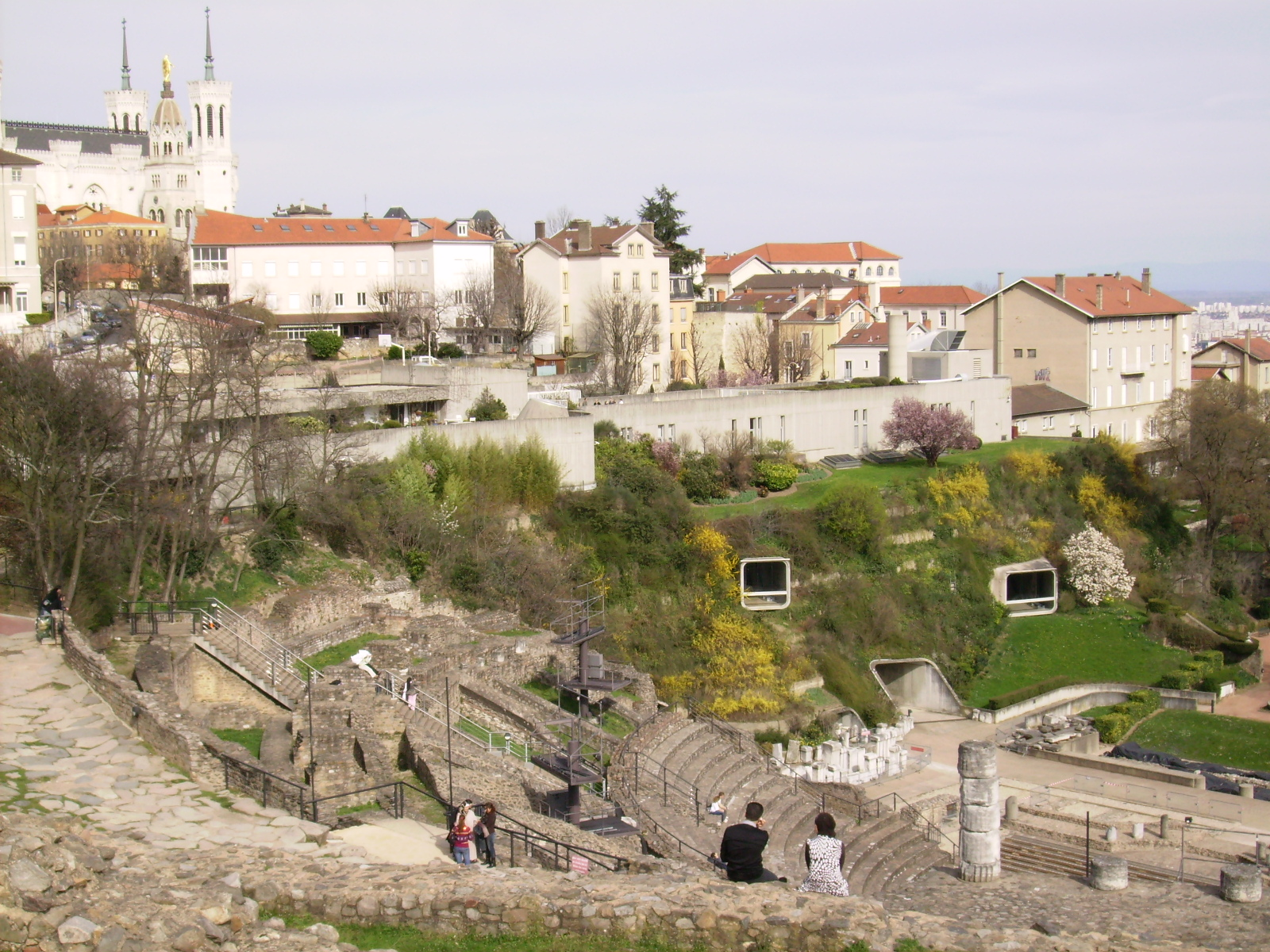
Le musée de Lugdunum, masqué le long du théâtre antique

- Le musée de Lugdunum, masqué le long du théâtre antique1969 : tour Georges-Pitard, immeuble de bureaux situé au no 9 de la rue Georges-Pitard dans le 15e arrondissement de Paris[18] ;
- 1970 : ambassade du Danemark à Paris,
- 1972 : siège de Siemens-France à la Plaine-Saint-Denis,
- 1972-1975 : musée de la civilisation gallo-romaine à Lyon,
- 1975 : immeubles d'habitations "Les Almadies" dans le 15e arrondissement de Paris (170 logements)[19],
- 1973 : tour Anjou à la Défense, commune de Puteaux,
- 1976 : siège de Jeumont-Schneider à Puteaux,
- 1976 : immeubles d'habitations des îlots "Procession" et "Falguière" dans le 15e arrondissement de Paris (1 200 et 387 logements),

## Polémique

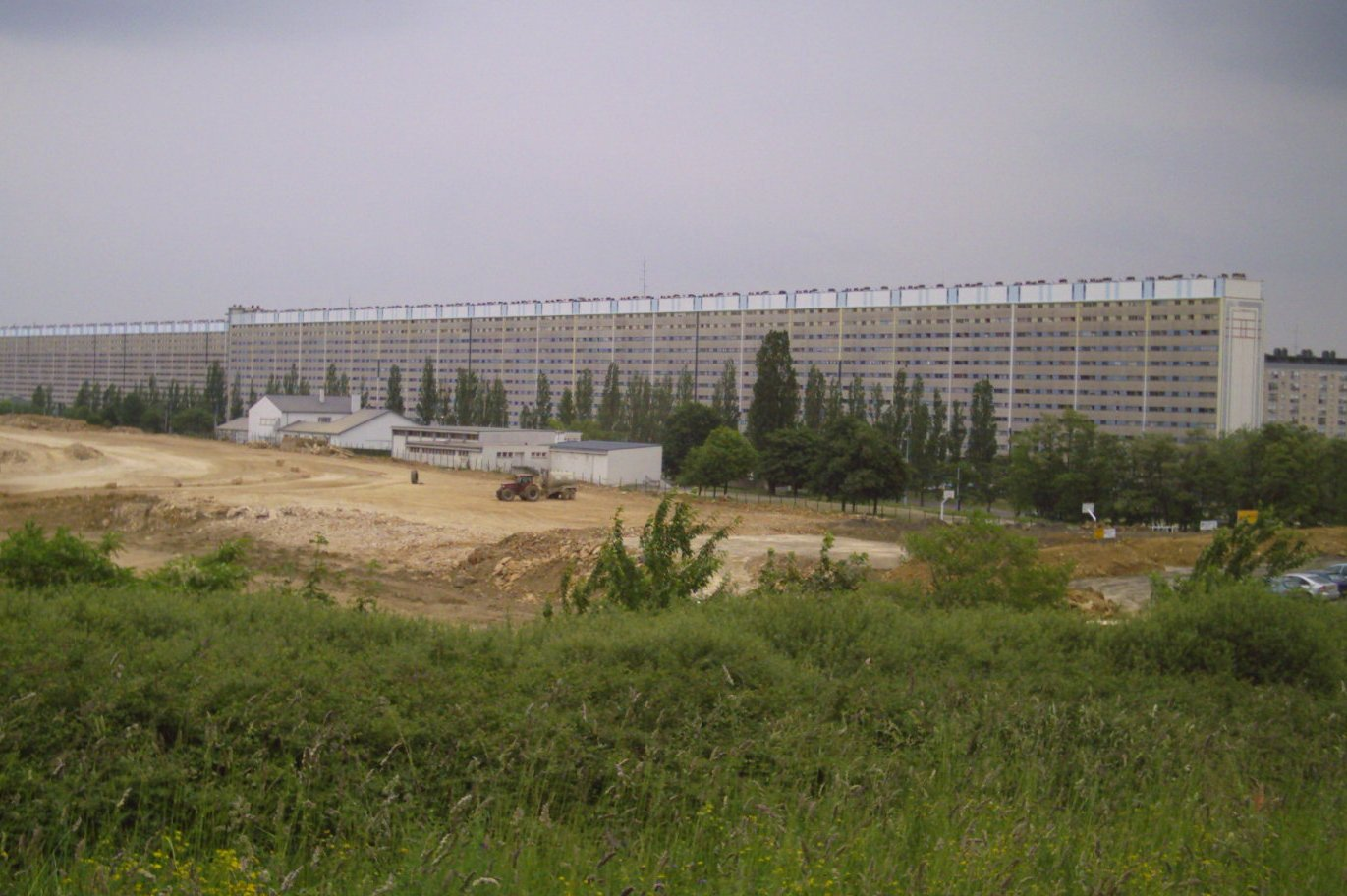
Le Haut-du-Lièvre à Nancy.

L'utilisation exclusive du béton et du chemin de grue ainsi que le choix architectural minimaliste concentrent les critiques dans des immeubles qui se sont souvent très vite dégradés, en particulier les immeubles d'habitation. Les critiques les plus fortes se sont portées sur Clichy-sous-Bois-Montfermeil et le Haut-du-Lièvre, qualifié d'« énorme bévue ».

Bernard Zehrfuss a vaguement reconnu en partie le bien-fondé de ces critiques : 
« Lorsque le programme du Haut-du-Lièvre a été lancé, je pensais qu’il était possible de faire sur ce site magnifique autre chose qu’une banlieue. [...] Le parti-pris est peut-être discutable, je crois cependant qu’il était valable, parce qu’il affirmait la grandeur du site. Les immeubles sont bien orientés. À l’époque, on cherchait surtout à réduire les coûts ».

## Décorations
- Commandeur de la Légion d'honneur (13 juillet 1995). Officier le 22 octobre 1963.
- Commandeur de l'ordre des Arts et des Lettres Il est fait commandeur le 16 septembre 1985[22].

## Hommages
En juin 2025, la promenade située dans le 7e arrondissement de Paris longeant l'avenue de Lowendal entre la place de Fontenoy - UNESCO et l'avenue Duquesne prend le nom de promenade Bernard-Zehrfuss.